# 秋田市立河辺小学校
秋田市立河辺小学校（あきたしりつ かわべしょうがっこう）は、秋田県秋田市河辺にある公立小学校。学校区は、秋田市南部、おおむね、岩見川流域となっている。  

## 概要
1971年創設。旧河辺町区域を学区としている。ほとんどの生徒が、秋田市立河辺中学校に進学する。
- 敷地面積：  32,641 m2
- 校舎面積：4,118 m2
- 屋内運動場面積：1,023 m2
- 屋外運動場面積:  13,762  m2[2]

秋田市立戸島小学校との統合を予定しており、その後、秋田市立岩見三内小学校とも統合し、河辺地区全域の小学校への再編が検討されている。
旧河辺町から引き継いだ、河辺中央児童館の機能を本校内に移設した、河辺児童室が併設されている（条例上は、児童館ではない）。

## 教育目標
- ひかりをあびてかがやけ かわべっこ 　～ やさしく かしこく たくましく ～
  - やさしく………相手を思いやり、協力し合う かわべっこ （徳）
  - かしこく………進んで学び、考える かわべっこ （知）
  - たくましく……健康で明るく、がんばる かわべっこ （体）

## 沿革
以下、注釈の無い項目は学校の公式サイトの情報によるもの。
- 1971年 和田小・黒沼小統合により河辺小学校を開設
- 1973年　新校舎移転
- 1974年　和田小からの創立100周年、グラウンド完成記念大運動会
- 1977年　地層クラブ財団法人齋藤憲三顕彰受賞
- 1979年 校地内にスキー場完成、卒業制作でモザイク大壁画完成
- 1994年　和田財産区からグランドピアノ寄贈される
- 1999年　和田財産区から「どんぐり文庫」寄贈される
- 2003年　大川小学校と交流体験活動（ドリームプロジェクト事業）
- 2005年　校名を「秋田市立河辺小学校」と改称
- 2006年　第25回秋田県綱引選手権大会で優勝
- 2010年 秋田市立赤平小学校と統合
- 2026年 秋田市立戸島小学校と統合予定

## 校歌
- 校歌のページを参照。
- 大友康二　作詞、木内博　作曲

## スポーツ少年団
- 野球
- サッカー
- バスケット女子
- 柔道

## 主な進学先
- 秋田市立河辺中学校

## 最寄駅
- 和田駅

## アクセス
- マイタウンバス　河辺Aコース　石川下車

## 著名出身者
- 熊谷智哉 (サッカー選手)

## 学区内周辺

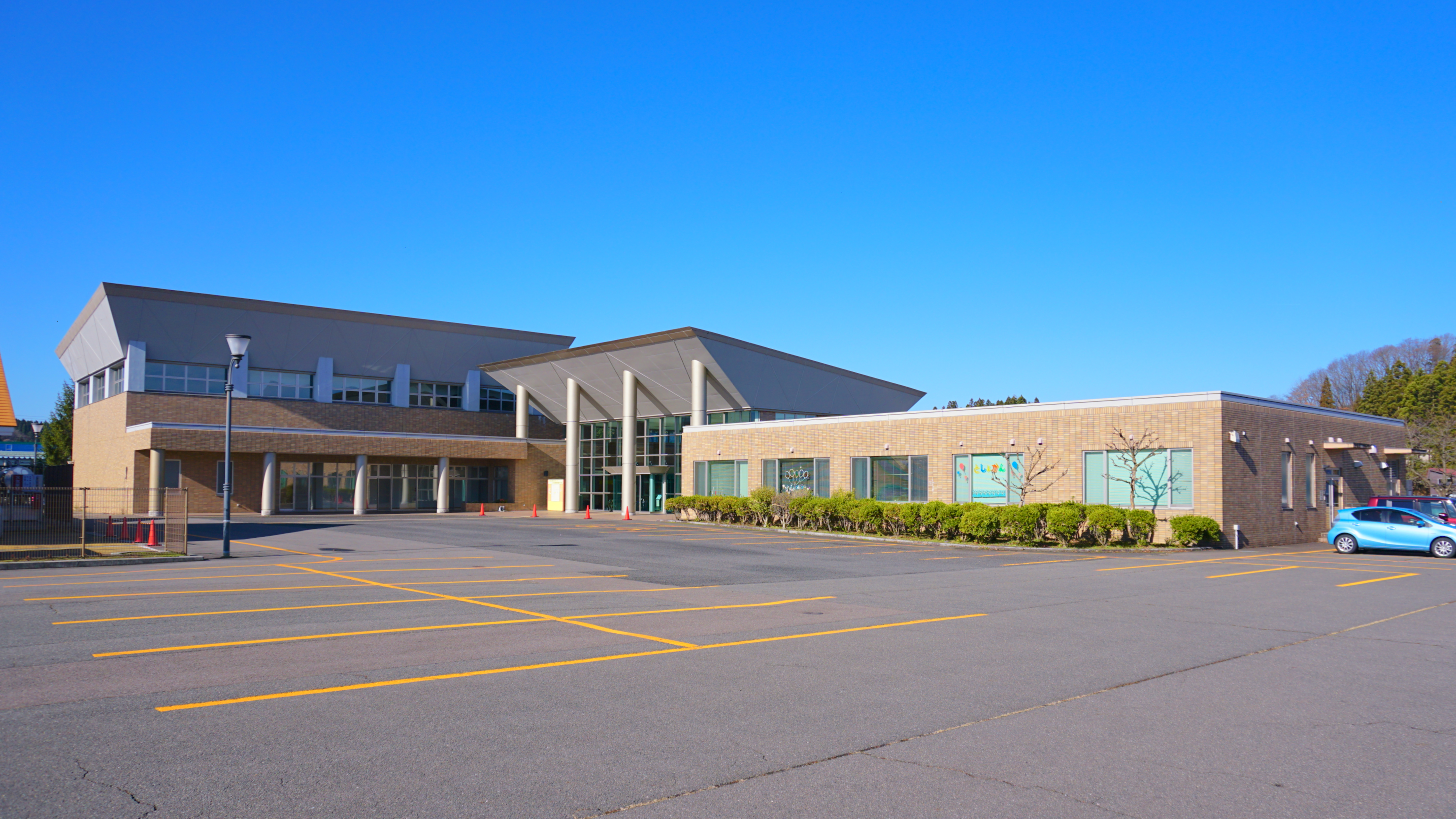
秋田市河辺総合福祉交流センター
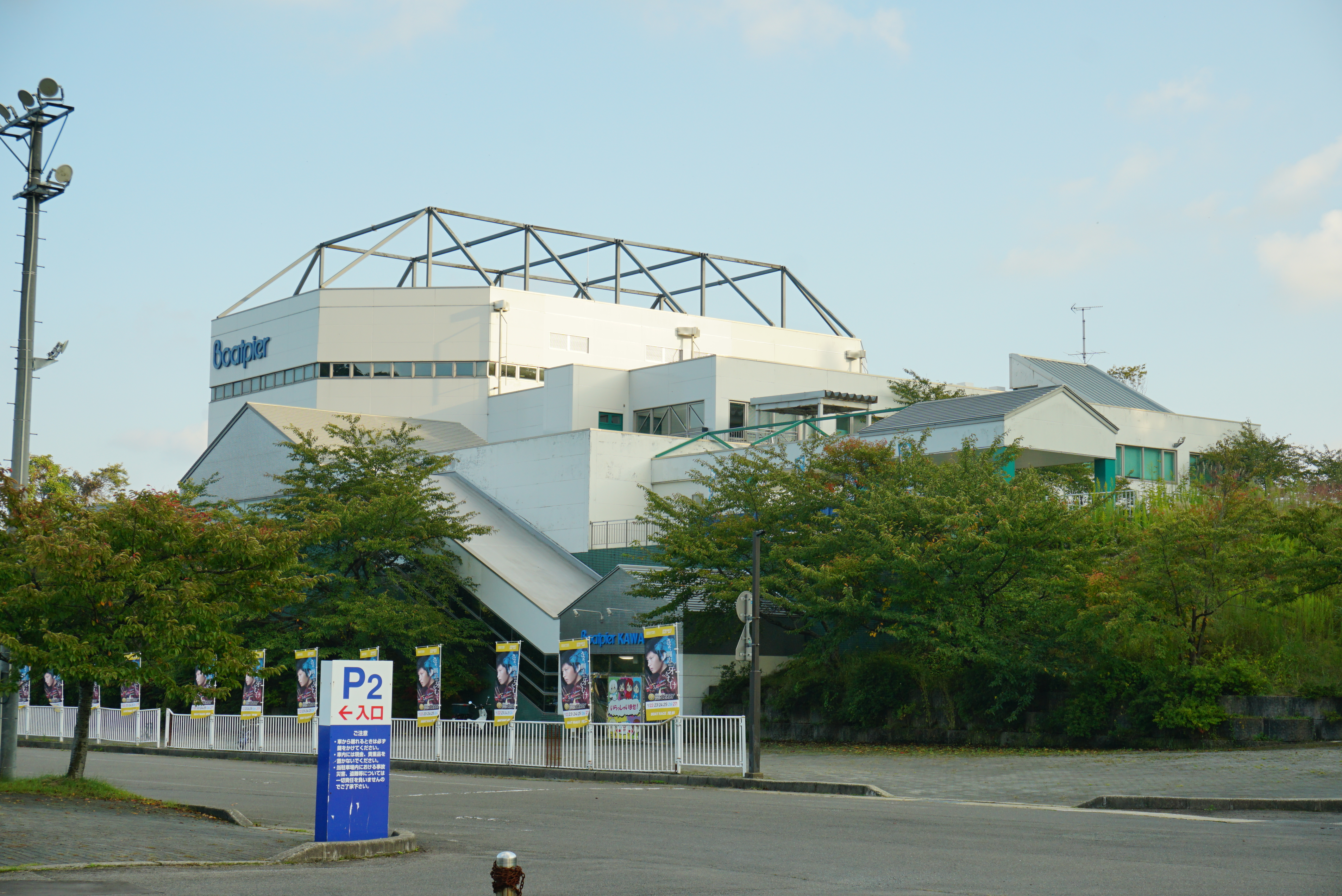
ボートピア河辺
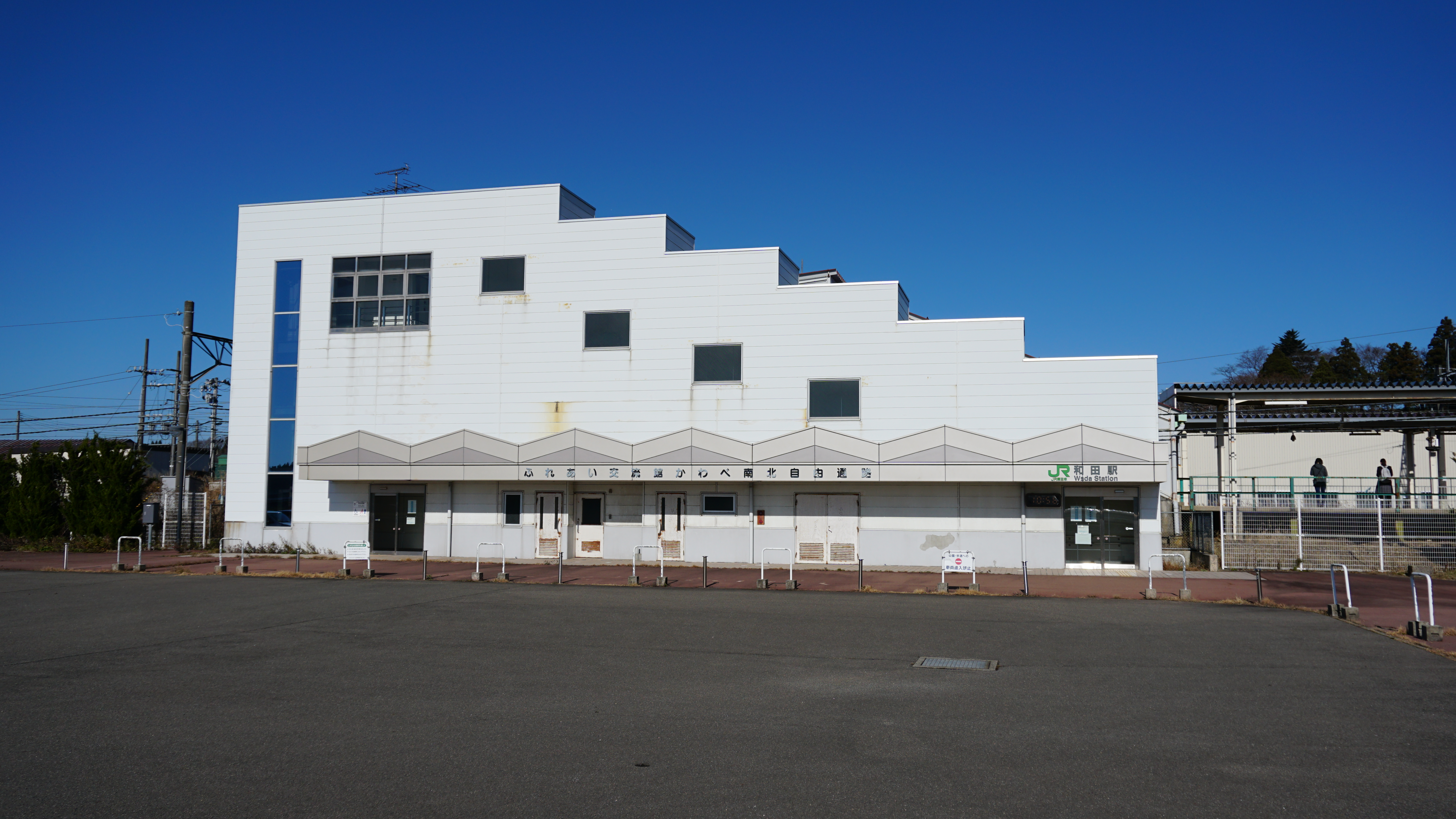
和田駅
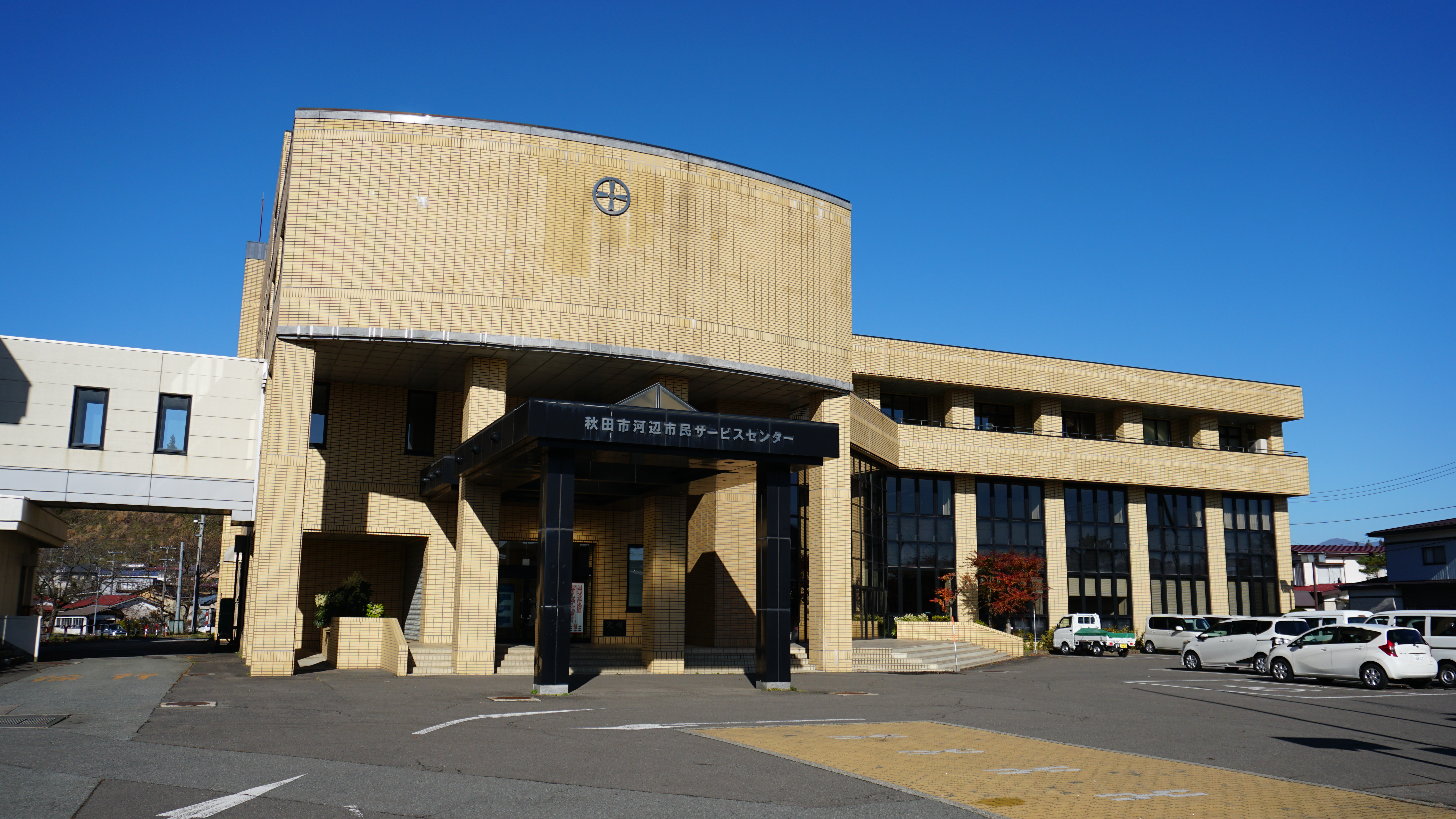
秋田市河辺市民サービスセンター
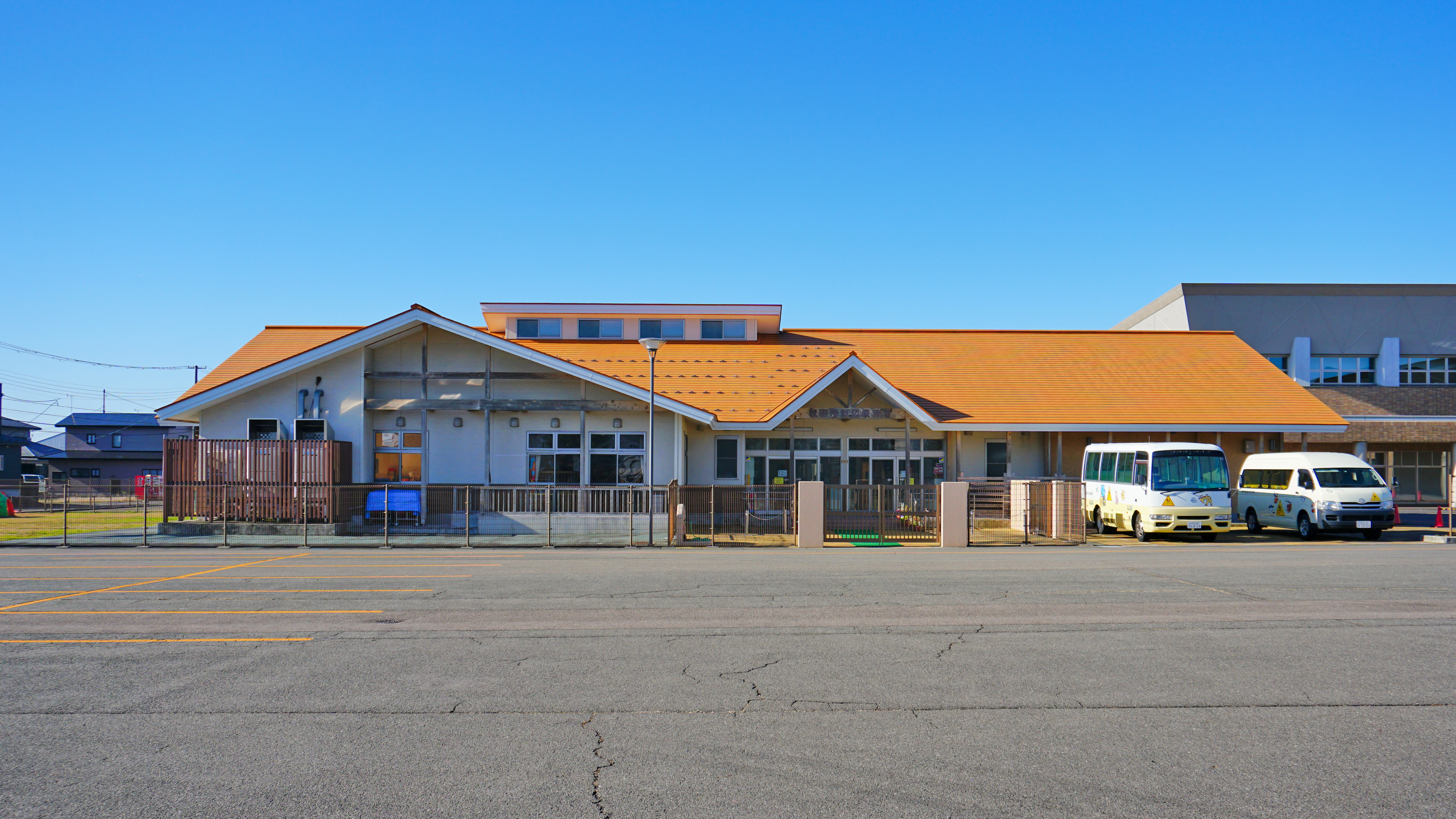
秋田市河辺保育所
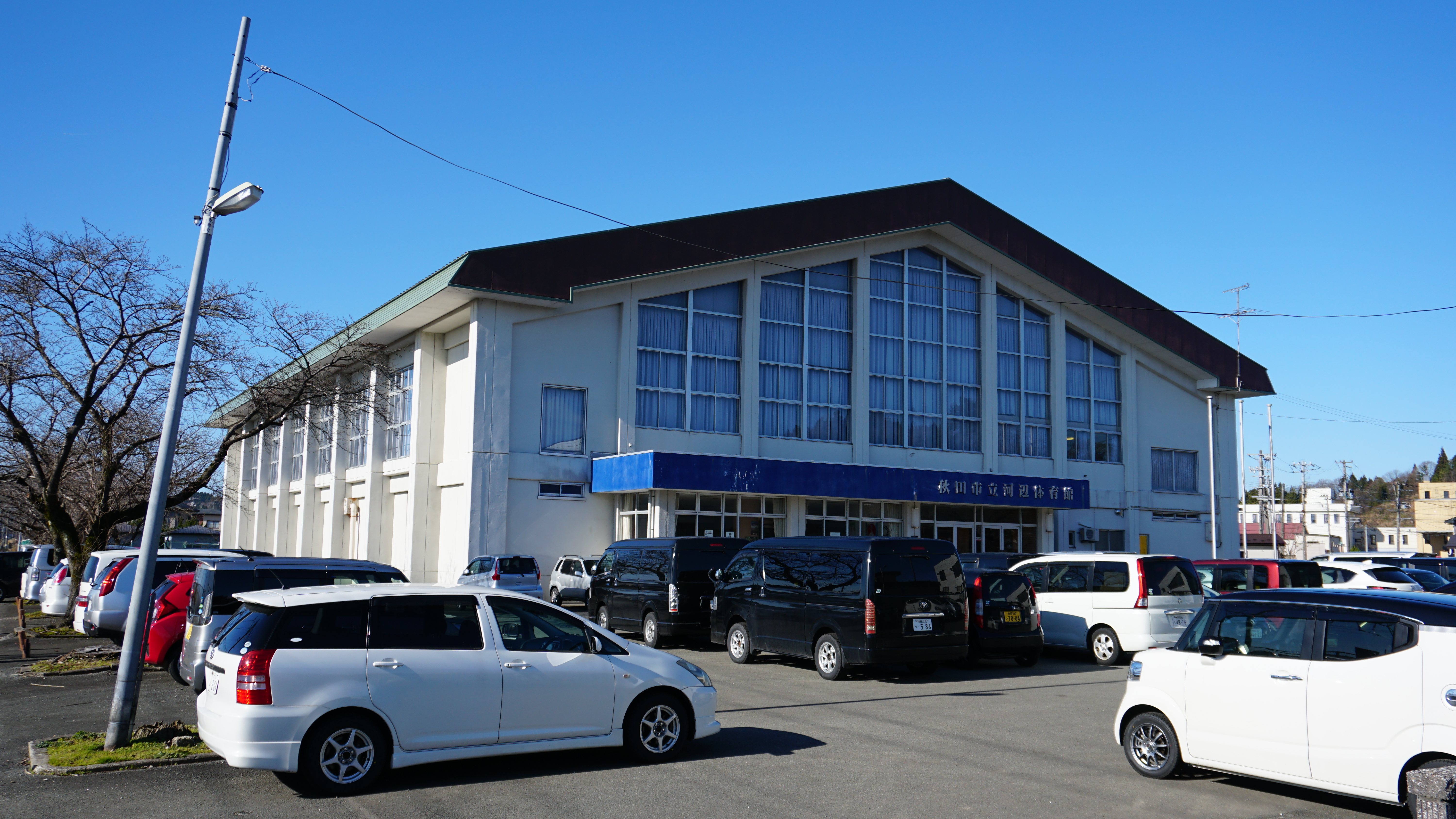
秋田市河辺体育館
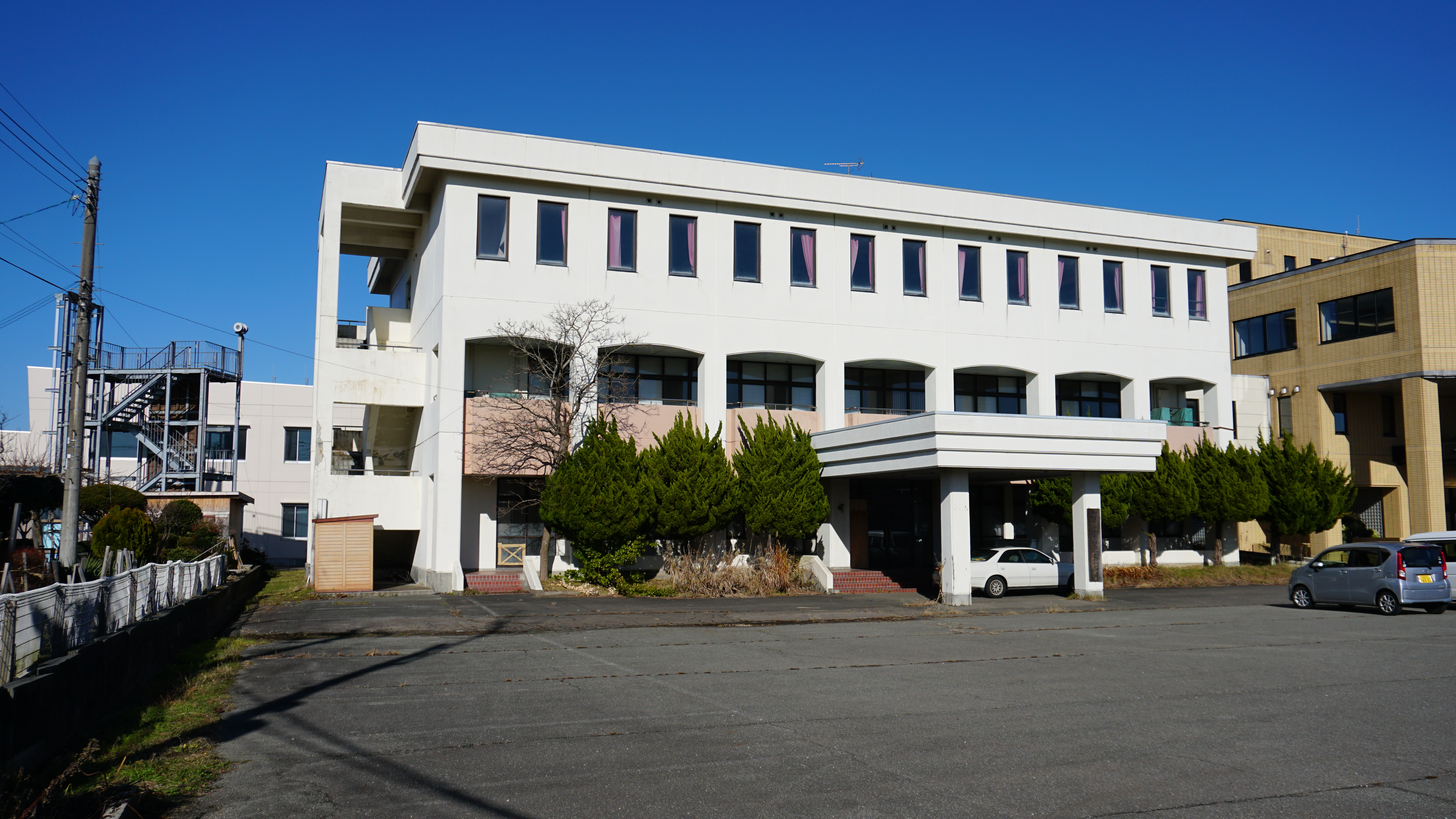
秋田市河辺多目的総合センター
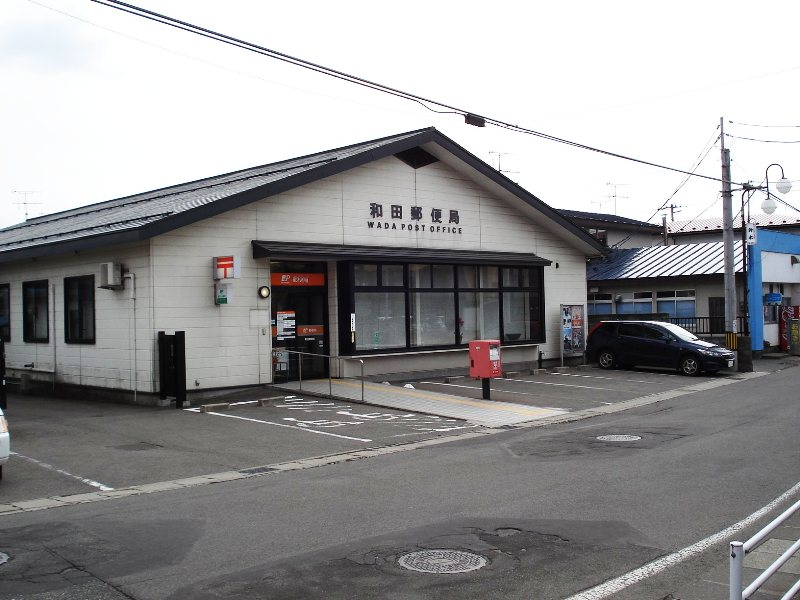
和田郵便局